# Dykkeren i min mave
Dykkeren i min mave er en dokumentarfilm fra 2003 instrueret af Phie Ambo.

## Handling
Phie Ambo var på det fjerde hold af optagne på Filmskolens tv-uddannelse. Det var i 1999, men allerede midtvejs gennem forløbet fik hun sit internationale gennembrud, da dokumentarfilmen 'Family' i 2001 vandt hovedprisen på IDFA i Amsterdam. I 2003 lavede hun afgangsfilmen 'Dykkeren i min mave'. Hun siger om filmen: "Jeg tænkte, at jeg hellere måtte give den én på skallen og fyre nogle billeder af, som det ville være sindssygt dyrt at lave for en dokumentarist ude i den virkelige verden. Man bør tænke på sin afgangsfilm som et 100 procent egoistisk værk snarere end som et visitkort til branchen. Jeg ville enormt gerne se en lille pige dykke i et stort sort hav, en retsmediciner med sin baby og en højgravid kvinde i smukt lys, og så skabte jeg historien omkring det".